# Wernau (Erbach)

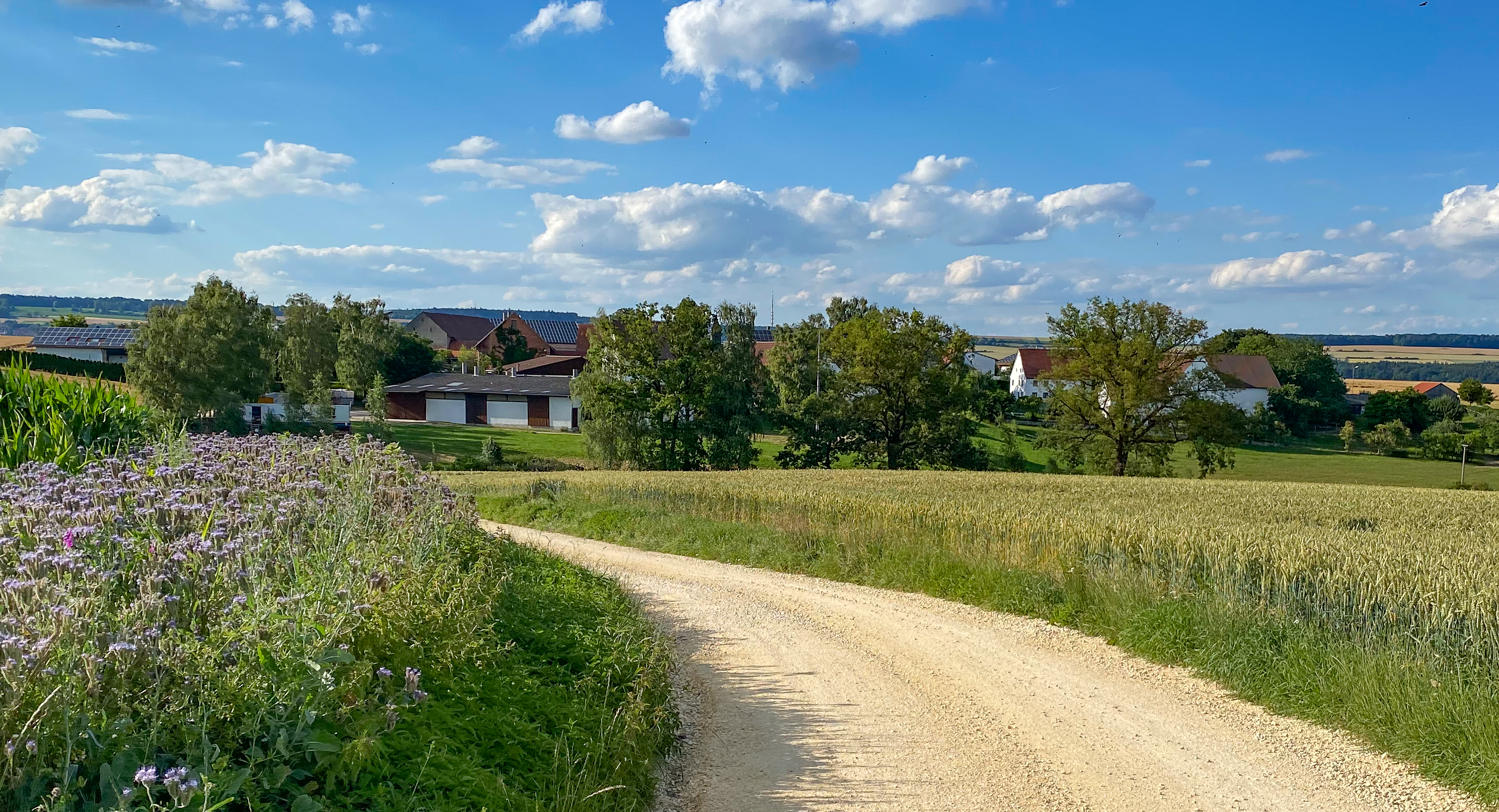
Ortsansicht von Wernau

Wernau ist ein Stadtteil von Erbach im Alb-Donau-Kreis in Baden-Württemberg.
Der Weiler liegt circa zwei Kilometer nördlich von Erbach.

## Geschichte
Wernau wird 1264 erstmals urkundlich erwähnt. Im 13. Jahrhundert war der Ort wohl im Besitz der seit 1264 nachgewiesenen gräflich-bergischen und steußlingischen Ministerialenfamilie von Wernau, die im 16. Jahrhundert aus der Gegend verzog und 1696 erlosch. Konrad Wilhelm von Wernau war 1683/84 Bischof von Würzburg.
Von der Burg Wernau sind oberflächlich Reste des Turmhügels und der Gräben sichtbar. Der Weiler kam an die Ulm zu Erbach, die ihn 1702 an das Kloster Urspring verkauften. Von diesem gelangte er 1785 an das Wengenkloster Ulm und im selben Jahr an die Grafen Schenk von Castell.